# Irene Morgan
Irene Amos Morgan Kirkaldy (Baltimora, 9 aprile 1917 – Contea di Gloucester, 10 agosto 2007) è stata un'attivista statunitense.
Era una donna afroamericana di Baltimora, che venne arrestata nella contea di Middlesex nel 1944 in virtù di una legge statale che imponeva la segregazione razziale nei servizi pubblici e nei trasporti. Viaggiava su un autobus interstatale che operava secondo le leggi e i regolamenti federali, e si rifiutò di rinunciare al suo posto in quella che il conducente ha definito la "sezione bianca". All'epoca lavorava per conto di un'impresa nel settore della difesa nella linea di produzione per il Martin B-26 Marauder.
Morgan si è rivolta agli avvocati per appellarsi contro la sua condanna e il NAACP Legal Defense Fund si è occupato del suo caso. Era rappresentata da William H. Hastie, ex governatore delle Isole Vergini Americane e successivamente giudice della Corte d'Appello del Terzo Circuito, e da Thurgood Marshall, consulente legale della National Association for the Advancement of Colored People. Il suo caso, Irene Morgan v. Commonwealth of Virginia, fu sottoposto alla Corte suprema degli Stati Uniti d'America. Nel 1946, con una sentenza storica, la Corte ha dichiarato incostituzionale la legge della Virginia, in quanto la "clausola commercio" proteggeva il traffico interstatale. Ma né la Virginia né altri stati hanno osservato la sentenza e non è stata applicata per decenni.

## Biografia
Irene Morgan è nata nel 1917 a Baltimora. Ha frequentato le scuole locali ed è cresciuta come avventista del settimo giorno. Morgan sposò Sherwood Morgan Sr. ed ebbe con lui un figlio e una figlia. Lui morì nel 1948. Durante la seconda guerra mondiale ha aiutato lo sforzo bellico lavorando presso Glenn L. Martin, un produttore di aerei e appaltatore della difesa a Baltimora. Ha lavorato alla linea di produzione per il Martin B-26 Marauder. Più tardi sposò Stanley Kirkaldy e si trasferì con lui a New York. I due hanno gestito un centro per l'infanzia vicino dove vivevano nel Queens. Negli anni '60 Kirkaldy ha iniziato gli studi universitari frequentando la St. John's University di New York e si è laureata a 68 anni. Cinque anni dopo, Morgan ha conseguito un master in studi urbani presso il Queens College.

### Arresto, carcere e condanna
Irene Morgan ha dovuto affrontare un aborto e si è recata in visita a sua madre nella Contea di Gloucester per riprendersi fisicamente e mentalmente dal calvario. Sperando di tornare a casa per poter continuare a lavorare, Irene Morgan è salita su un autobus per tornare a Baltimora. Il 16 luglio 1944 Morgan salì a bordo dell'autobus Greyhound e si sedette accanto a un'altra donna afroamericana che stava tenendo in braccio un bambino. Un afroamericano non poteva sedere accanto o di fronte a un passeggero caucasico, ma non c'erano posti designati "nero" o "bianco" sul bus. Quando una coppia bianca è salita a bordo dell'autobus alla fermata di Middlesex County, in Virginia, l'autista ha ordinato a Morgan e alla sua compagna di rinunciare al posto a sedere. La sua compagna si ritirò immediatamente sul retro dell'autobus con il suo bambino, ma Morgan rifiutò di rinunciare al suo posto.
Capendo che Morgan non si sarebbe mossa, l'autista dell'autobus è sceso dall'autobus per raggiungere uno sceriffo. Lo sceriffo ha consegnato a Morgan un mandato d'arresto, ma lei ha strappato il pezzo di carta e lo ha gettato fuori dalla finestra dell'autobus. Quando lo sceriffo la toccò per toglierla dal sedile, lo calciò all'inguine. Lo sceriffo è sceso dall'autobus ed è stato inviato un altro sceriffo. "Mi ha toccato, è lì che l'ho preso a calci in un posto molto brutto. Si è rintanato, e un altro è venuto su. Stavo andando a mordere lui, ma sembrava sporco, così ho urtato lui, invece. Ho strappato la sua camicia. Entrambi ci stavamo tirando l'un l'altro. Ha detto che avrebbe usato il suo manganello. Ho detto: 'Ci sbatteremo l'un l'altro'". Il secondo sceriffo scese dall'autobus per afferrare il vice.
Morgan venne arrestata. È stata accusata di resistere all'arresto e di violare le leggi Jim Crow in Virginia. Il 18 ottobre 1944 Morgan partecipò al suo processo. Ha accettato di pagare una multa di 100 dollari per resistenza all'arresto, ma ha rifiutato di accettare la violazione della segregazione. Dal momento che il Maryland non ha imposto la segregazione per i viaggi interstatali, le leggi Jim Crow delaVirginia non potrebbe essere applicate a Morgan. Il caso di Morgan, con l'aiuto del NAACP, è stato portato dinanzi alla Corte suprema della Virginia. La Corte suprema l'ha condannata in violazione della legge. Morgan ha poi portato il suo caso alla Corte Suprema degli Stati Uniti e ha vinto.

### Caso alla Corte suprema degli Stati Uniti
Il suo caso, Irene Morgan v. Commonwealth of Virginia, è stato discusso da William H. Hastie, l'ex governatore delle Isole Vergini degli Stati Uniti e più tardi un giudice della Corte d'Appello degli Stati Uniti per il Terzo Circuito. Thurgood Marshall della National Association for the Advancement of Colored People è stato co-consulente. In seguito è stato nominato giudice della Corte suprema degli Stati Uniti.
La Corte suprema degli Stati Uniti d'America ha stabilito per sei voti a uno nel 1946 che la legge statale della Virginia che impone la segregazione sugli autobus interstatali era incostituzionale. Hastie e Marshall hanno utilizzato una strategia innovativa per esporre e discutere il caso. Invece di basarsi sulla clausola Equal Protection del XIV emendamento della Costituzione degli Stati Uniti d'America, hanno sostenuto con successo che la segregazione sui viaggi interstatali violava la clausola sul commercio interstatale della Costituzione degli Stati Uniti d'America.
Nel 1960, in Boynton contro lo stato della Virginia, la Corte Suprema ha esteso la sentenza "Morgan" alle stazioni di autobus utilizzate nel servizio di autobus interstatale. Gli afroamericani hanno continuato ad essere espulsi o arrestati quando hanno cercato di integrare tali strutture, in quanto gli stati del sud si sono rifiutati di obbedire alla sentenza. Hanno organizzato numerose dimostrazioni non violente utilizzando autobus interstatali e terminali di autobus, come il Freedom Rides del 1961. I bianchi meridionali attaccarono i Freedom Riders, attirando una rinnovata attenzione dei media nazionali verso le leggi Jim Crow.

### Viaggio di riconciliazione
Il caso di Morgan ispirò il viaggio di riconciliazione del 1947 durante il quale 16 attivisti del Congresso di uguaglianza razziale di Chicago viaggiarono su autobus interstatali attraverso l'Upper South per verificare l'applicazione della sentenza della Corte Suprema. Gli attivisti si sono divisi tra le linee di autobus interstatali Greyhound e Trailways. Di solito hanno messo una coppia interrazziale nella zona bianca del bus. Altri attivisti, travestiti da passeggeri ordinari, hanno viaggiato nelle sezioni razziali "riservate" per loro dalla legge sulla segregazione.
Il gruppo ha viaggiato senza sosta attraverso la Virginia ma, quando hanno raggiunto la Carolina del Nord, hanno subito arresti e violenze. Alla fine del viaggio, i manifestanti avevano condotto oltre 24 "test" e subito 12 arresti e pericolose violenze di massa. In flagrante violazione della decisione Morgan, la polizia della Carolina del Nord ha arrestato l'attivista per i diritti civili Bayard Rustin. Una giuria lo ha riconosciuto colpevole e condannato a 22 giorni di lavori forzati per aver violato le leggi sulla segregazione dello Stato, nonostante fosse a bordo di un autobus interstatale.
Il viaggio di riconciliazione del 1947, anticipando il ricorso a tattiche di azione diretta non violenta, ispirò la grande pubblicizzazione delle Freedom Riders del 1961, anch'essa organizzata dal Congress of Racial Equality.

### Vita successiva
Irene Morgan era membro della chiesa cristiana avventista del settimo giorno. In seguito, Morgan si trasferì da New York City alla contea di Gloucester, Virginia. Morì il 10 agosto 2007, a casa della figlia, all'età di 90 anni.

## Eredità e onorificenze
- Nel 1995, Robin Washington ha prodotto il documentario You Don't Ride Jim Crow! in onda sulla TV pubblica del New Hampshire. Il film ha visto la partecipazione di Morgan Kirkaldy e dei sopravvissuti del Viaggio di riconciliazione del 1947. Morgan ha ricevuto una nuova attenzione per i suoi contributi.
- Nel 2000 Morgan Kirkaldy è stata insignita dalla contea di Gloucester in occasione della celebrazione del suo 350º anniversario.
- Nel 2001, il Presidente Bill Clinton le ha conferito la Presidential Citizens Medal.
- Nel 2002, PBS ha presentato una serie in quattro parti intitolata The Rise and Fall of Jim Crow (L'ascesa e la caduta di Jim Crow). I materiali associati comprendono un articolo su Morgan v. Virginia.[6]
- Nel 2010 Kirkaldy è stata introdotta nella Maryland Women's Hall of Fame.[9]

## Filmografia
- You Don't Ride Jim Crow! (1995), documentario, uscito su New Hampshire Public TV
- The Rise and Fall of Jim Crow, 2002, PBS